# خورشیدگرفتگی ۲۲ ژوئیه ۱۹۹۰
خورشیدگرفتگی ۲۲ ژوئیه ۱۹۹۰ (به انگلیسی: Solar eclipse of July 22, 1990) یک خورشیدگرفتگی از نوع خورشیدگرفتگی کامل است. این خورشیدگرفتگی در تاریخ ۲۲ ژوئیه ۱۹۹۰ میلادی (‎۳۱ تیر ۱۳۶۹ خورشیدی) روی داد که زمان اوج آن، ساعت ۳:۰۳:۰۷ به‌وقت ساعت هماهنگ جهانی بوده‌است. مدت زمان و طول این خورشیدگرفتگی ۲ دقیقه و ۳۳ ثانیه بود.